# Таможня (фильм, 1982)
«Таможня» — советский полнометражный цветной художественный фильм, поставленный на Киностудии «Ленфильм» в 1982 году режиссёром Александром Муратовым.
Премьера фильма в СССР состоялась 9 ноября 1982 года.

## Сюжет
Контрабандист (Вадим Яковлев), перевозящий на теплоходе золотые монеты в специальном поясе с кармашками, сбрасывает за борт увидевшего секретный груз моториста. В ленинградском порту на досмотр этого судна направляется начинающий таможенник Юрий Хорунжев (Михаил Боярский). Судовой врач (Владимир Ерёмин) — школьный друг таможенника, поэтому прошёл таможенный пункт без досмотра, чем и воспользовался контрабандист, подложив ему в портфель пояс с монетами. Затем контрабандист заезжает к доктору, забирает пояс и даёт ему 5 тысяч рублей. Молодой врач негодует и позже приезжает на дачу контрабандиста, где тот убивает его. Сообщник контрабандиста решает, что ситуация с таможней сильно накалена, и предлагает в очередной рейс идти пустым. Но контрабандист вынашивает свой план, он решает со всем золотом сбежать за границу. Таможенник Юрий Хорунжев, разыскивая своего пропавшего друга, выходит на след контрабандиста и в конце концов при досмотре на отходе судна изобличает преступника.

## В ролях
- Михаил Боярский — Юрий Хорунжев, начинающий таможенник
- Валентин Гафт — Владимир Николаевич Никитин, опытный таможенник, начальник группы досмотра
- Вадим Яковлев — Николай Дельков, судовой механик, контрабандист
- Владимир Ерёмин — Витя Малышев, судовой врач
- Татьяна Ташкова — Наталья, жена Малышева
- Валерий Захарьев — Пашка
- Юрий Башков — Евсеич
- Виктор Ильичёв — Громов, судовой механик
- Иван Краско — Конников, заведующий медицинским складом, сообщник Делькова
- Вячеслав Сорокин — Перов, таможенник
- Константин Бутаев — Серапян, начинающий таможенник
- Герберт Дмитриев — капитан
- Любовь Малиновская
- Пётр Шелохонов — Начальник таможни

## Съёмочная группа
- Автор сценария — Владимир Мазур при участии И. Константинова
- Режиссёр-постановщик — Александр Муратов
- Оператор-постановщик — Владимир Васильев
- Художник-постановщик — Евгений Гуков
- Композитор — Александр Михайлов
- Звукооператор: Галина Горбоносова
- Монтаж: Гюльсюм Субаева